# Ашагы-Агджакенд
Ашагы́-Агджаке́нд (азерб. Aşağı Ağcakənd) — посёлок в Гёранбойском районе Азербайджана. Расположен в 40 к юго-западу от железнодорожной станции Гёран.

## Этимология
Ашагы-Агджакенд (азерб. Aşağı Ağcakənd), по-азербайджански «ашагы» (азерб. aşağı) означает «нижний», «агджа» (азерб. ağca) — беловатый, «беленький», «кенд» (азерб. kənd) — село. 
Населённый пункт в русскоязычных источниках до 1938 года упоминается как Нижний Агджакенд, в армянских источниках до 1938 года упоминается как Неркин Шен (арм. Ներքին Շեն). 
В 1938 году был переименован в Шаумяновск в честь Степана Шаумяна. 29 апреля 1992 года посёлку было возвращено название Ашагы-Агджакенд (азерб. Aşağı Ağcakənd).

## История

### Период Азербайджанской ССР
В июле 1923 года районы Азербайджанской ССР с преимущественно армянским населением (Шушинский, Джебраильский и части Джеванширского и Зангезурского уездов) были объединены в автономное образование (Автономная область Нагорного Карабаха (АОНК) (с 1937 года — Нагорно-Карабахская автономная область (НКАО)). При этом некоторые территории, на которых армяне также составляли этническое большинство, остались за пределами АОНК и были включены в состав двух районов Азербайджанской ССР, граничивших с НКАО (Шаумяновского и Ханларского).
В 1938 году населённый пункт Ашагы-Агджакенд (в русскоязычных источниках Нижний Агджакенд) был переименован в Шаумяновск в честь Степана Шаумяна. В советский период он был центром Шаумяновского района Азербайджанской ССР.
4 сентября 1961 года Шаумяновск получил статус посёлка городского типа. 
26 июля 1989 года внеочередная сессия Совета народных депутатов Шаумяновского (сельского) района приняла решение о вхождении района в состав НКАО.
2 сентября 1991 года на совместной сессии Нагорно-Карабахского областного и Шаумяновского районного Советов народных депутатов была принята Декларация о провозглашении Нагорно-Карабахской Республики в границах Нагорно-Карабахской автономной области (НКАО) и сопредельного Шаумяновского района Азербайджанской ССР.
Указом Президиума Верховного Совета Азербайджанской ССР от 14 января 1991 года и Решением Верховного Совета Азербайджанской ССР от 7 февраля 1991 года Шаумяновский (сельский) район был упразднён и присоединён к территории Касум-Исмайловского района, переименованного в Гёранбойский район.
29 апреля 1992 года посёлку было возвращено название Ашагы-Агджакенд (азерб. Aşağı Ağcakənd). Однако согласно административно-территориальному делению непризнанной Нагорно-Карабахской Республики (НКР), населённый пункт входил в состав Шаумяновского района НКР и продолжал именоваться Шаумяновск (арм. Շահումյան).

### Карабахский конфликт
Летом 1992 года в ходе летнего наступления азербайджанских войск Ашагы-Агджакенд и прилегающие территории были возвращены под контроль Азербайджана. Почти всё армянское население бывшего Шаумяновского района, за исключением смешанных семей, бежало в Армению. По свидетельству Александра Черкасова, массовой гибели жителей не было — армяне спасались бегством раньше, чем в села вступали азербайджанские отряды. По итогам боевых действий в сентябре 2023 года непризнанная НКР объявила о самороспуске до 1 января 2024 года.

## Общие сведения
Согласно административно-территориальному делению Азербайджана является посёлком.
В июле 2011 года одна из улиц посёлка была переименована на улицу Лидице. В 2012 году здесь состоялось открытие памятника, посвященного трагедии в Лидице (Чехия) и памятника жертвам Ходжалинской резни.

## Население
Согласно Всесоюзной переписи населения 1989 года, в Ашагы-Агджакенде (тогда Шаумяновск) проживало 4166 человек.
В настоящее время в посёлке проживают вынужденные переселенцы из города Ходжалы, сёл Кёсалар, Джамилли Ходжалинского района и посёлка Кяркиджахан города Ханкенди. 
На 2009 год население Ашагы-Агджакенда составляло 708 человек708.
На 1 января 2024 года население посёлка составило 1 105 чел. Из них 575 мужчин, 530 женщин.

### Комментарии
1. ↑  до 1992 — Шаумя́новск (азерб. Şaumyanovsk)[1],
до 1938 года — Ашагы́-Агджаке́нд[2] (азерб. Aşağı Ağcakənd, в русскоязычных источниках: Нижний Агджакенд[3]